# 딜도 (뉴펀들랜드 래브라도주)

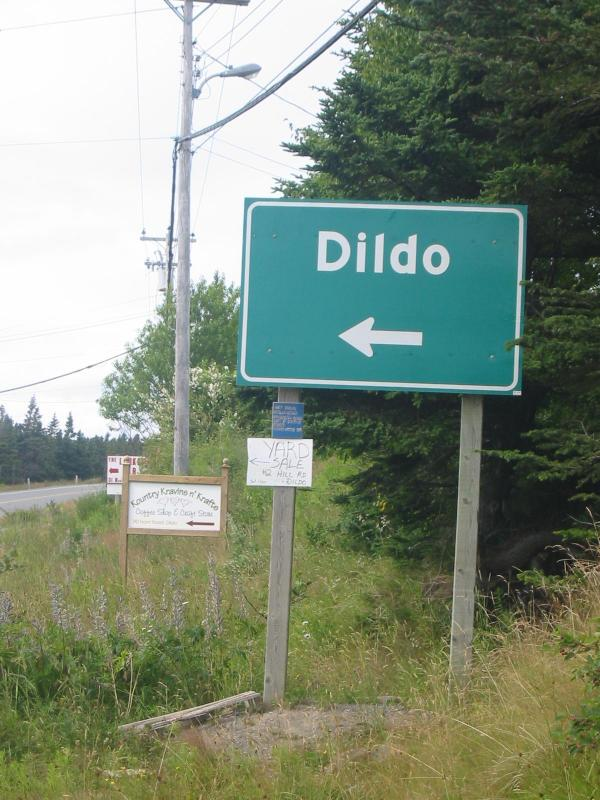
딜도 표지판

딜도(Dildo)는 캐나다 뉴펀들랜드래브라도주의 마을이다.

## 이름
딜도라는 이름은 적어도 1711년부터 사용되어였으나, 그 기원은 확실하지 않다. 또한, 딜도와 관련이 있는지도 모호하다.